# 花形敬刺殺事件
花形敬刺殺事件（はながたけいしさつじけん）とは、昭和38年（1963年）9月27日午後11時15分ごろ、安藤組組長代行・花形敬が神奈川県川崎市（現・川崎市高津区）二子56の料亭「仙寅」前の路上で、東声会の刺客2人に刺殺された事件。

## 花形敬刺殺事件発生まで
昭和38年（1963年）8月、安藤組（組長は安藤昇。当時は安藤が横井英樹襲撃事件により服役中で、安藤組幹部・花形敬が組長代行）幹部・西原健吾（花形敬の舎弟）の若衆・田中が、東京都渋谷区宇田川町で岡村文化部（会長は岡村吾一）組員と乱闘を起こし、その場は東声会（会長は町井久之。本名は鄭建永）組員・小川が仲裁したものの、この仲裁の仕方で今度は安藤組の田中と東声会の小川が揉めることになる。田中は、舎弟2・3人とともに小川を旧陸軍練兵場・代々木の原に呼び出し、登山ナイフで小川の顔を18ヵ所と体を3ヶ所斬った。小川を斬った田中たちは事を花形に報告した後で警察に自首し、花形は安藤の兄貴分・小林光也に相談した。小林光也は、東声会副会長・平野富士松と昵懇だった日本大学役員・工藤に取り成しを依頼し、工藤は平野に電話をすると、神戸に所用があるため東京に戻り次第連絡すると返答された。このため工藤は、平野から連絡があり次第花形に連絡することを小林光也に約束した。
同年9月24日、花形と安藤組幹部・佐藤昭二は、安藤組事務所で落合一家・高橋岩太郎総長にも東声会との揉め事の件を相談した。高橋も、花形・佐藤とともに神田の日大に赴き工藤に面会。しかし工藤は、「まだ平野富士松から連絡がない」と答えたのみだった。翌々日の9月26日に高橋は、舎弟から高橋の兄貴分で尚且つ岡村の舎弟だった渥美幸一郎からの「至急洲崎の渥美邸へ出向くように」との伝言を聞き、高橋が渥美邸を訪れると「花形敬が岡村吾一に一物あるのか確かめて欲しい」との依頼を受けた。そこで高橋は花形に会って確認した後、渥美に「花形敬が岡村吾一に詫びを入れたいと云っている」と伝えた。岡村は、渥美から話を聞くと、改めて詫びに来なくてもいいと云う旨を渥美を通じて花形に伝えた。
同年9月27日午後10時ごろ、高橋は、渥美から再度呼び出しを受けた。そこで高橋は、既に平野が東京に戻ってきていることを渥美から聞かされ、また岡村吾一の伝言を知ることになる。岡村としては、花形に東声会への見舞金30万円を用意し渥美と高橋に安藤組と東声会を仲裁するように指示していた。高橋は、安藤組に電話をかけたが花形は5分前に安藤組を出た後で、花形は新宿のクラブで知り合いと一杯飲んだ後に黒のルノーを運転して、神奈川県川崎市二子の多摩川の土手近くの自宅アパートに向かった。

## 花形敬刺殺事件
一方、花形が起居していた川崎市二子のアパート近辺では東声会の刺客2人が既に待ち伏せており、27日午後11時15分頃に車を降りた花形敬は、神奈川県川崎市二子56の料亭「仙寅」前の路上で東声会の刺客2人に刺殺された。この花形殺害の瞬間を「仙寅」の店員と高校生2名が目撃しており、3人は刺客2人が現場から約150メートル離れた多摩川土手沿いの行政道路上に待たせてあった黒塗りの乗用車に乗り込むところまで追跡した。すると乗用車は拳銃を発射しながら二子橋方面に逃走し、この銃撃で「仙寅」の店員は銃弾を受け左肺貫通の重体となり近くの溝ノ口病院に搬送された。
安藤組には、花形の妻から電話で刺殺されたことが伝えられ、佐藤昭二らが川崎市高津警察署及び花形の遺体が担ぎ込まれた病院に向かった。翌深夜午前2時過ぎに佐藤は、花形が刺殺されたことを渋谷代官山の自宅で起居していた高橋岩太郎に伝え、高橋も、若衆の運転する車で青山の安藤組事務所に向かった。既に安藤組組員の中には東声会への報復に走ろうとするものも少なくなかったが、高橋がそれを何とか制止した。
28日朝、花形の遺体は家族に引き取られ、東京都世田谷区経堂の実家で通夜が営まれた。午後8時に高橋は、佐藤に案内されて通夜に出向き、花形の母から安藤組組員に対して報復をせぬよう懇願された。